# Rondefontaine
Rondefontaine é uma comuna francesa na região administrativa de Borgonha-Franco-Condado, no departamento de Doubs. Estende-se por uma área de 2,72 km². Em 2010 a comuna tinha 36 habitantes (densidade: 13,2 hab./km²).